# Andrew DeClercq
Andrew Donald DeClercq  (Detroit, Míchigan; 1 de febrero de 1973) es un jugador de baloncesto estadounidense que jugó diez temporadas en la NBA. Con 2,08 metros de estatura, lo hacía en la posición de pívot.

## Trayectoria deportiva

### Universidad
DeClercq jugó durante cuatro años con los Gators de la Universidad de Florida, donde promedió 10.2 puntos y 7.5 rebotes en 128 partidos totales. En 1994 fue pieza clave en la primera aparición de los Gators en la Final Four de la NCAA, aportando 8.8 puntos y 7.9 rebotes por partido durante la temporada regular. En su último año en los Gators fue incluido en el mejor quinteto de la Southeastern Conference tras promediar 13.2 puntos y 8.8 rebotes por encuentro. También formó parte del segundo mejor quinteto de la conferencia en su segundo año y en el mejor quinteto de novatos de la SEC en su primera campaña. Finalizó su carrera universitaria como el primer jugador de Florida en lograr más de 1.300 puntos, 950 rebotes y 175 tapones, y estableció un récord por haber sido titular en los 128 partidos que disputó. DeClercq se graduó en historia en 1995.

### Profesional
Fue seleccionado en el 34º puesto del Draft de la NBA de 1995 por Golden State Warriors. En su primera temporada sólo pudo jugar 22 partidos por culpa de las lesiones, pero al año siguiente aumentó su participación hasta los 71 partidos, con 5.3 puntos y 4.2 rebotes de promedio. El 28 de julio de 1997 fichó como agente libre por Boston Celtics, donde pasó una temporada y media hasta que fue traspasado el 11 de marzo de 1999 a Cleveland Cavaliers junto con una primera ronda de draft de 1999 a cambio de Vitaly Potapenko. Los 33 partidos, 31 como titular, que jugó en los Cavaliers durante la temporada 1998-99 fueron sus mejores días en la NBA, aportando 9 puntos y 5.8 rebotes por noche. Tras disputar la siguiente temporada en el equipo de Ohio, DeClercq fue enviado a Orlando Magic a cambio de Matt Harpring el 3 de agosto de 2000. En los Magic militó durante cinco años, no pasando en ninguno de ellos de los 18 minutos por partido, hasta que en 2007, cuando llevaba dos años sin jugar por lesión, los Magic renunciaron a sus derechos y el jugador optó por la retirada. 

## Estadísticas de su carrera en la NBA

### Temporada regular
| Temporada | Edad | Equipo                | Liga | P   | TIT | MIN  | TC  | TCA | %TC  | 3P  | 3PA | %3P  | TL  | TLA | %TL  | R.OF. | R.DEF. | REB | ASIS | ROB | TAP | PER | FP  | PTS |
| 1995-96   | 22   | Golden State Warriors | NBA  | 22  | 1   | 9.2  | 1.1 | 2.3 | .480 | 0.0 | 0.0 | .000 | 0.5 | 0.9 | .579 | 0.8   | 1.0    | 1.8 | 0.4  | 0.3 | 0.2 | 0.2 | 1.4 | 2.7 |
| 1996-97   | 23   | Golden State Warriors | NBA  | 71  | 1   | 15.0 | 2.0 | 3.8 | .520 | 0.0 | 0.0 |      | 1.3 | 2.1 | .603 | 1.7   | 2.5    | 4.2 | 0.5  | 0.5 | 0.4 | 1.1 | 3.2 | 5.3 |
| 1997-98   | 24   | Boston Celtics        | NBA  | 81  | 49  | 18.8 | 2.1 | 4.2 | .497 | 0.0 | 0.0 | .000 | 1.2 | 2.1 | .601 | 2.2   | 2.6    | 4.8 | 0.7  | 1.0 | 0.6 | 1.0 | 3.4 | 5.4 |
| 1998-99   | 25   | TOTAL                 | NBA  | 47  | 32  | 23.4 | 2.9 | 5.9 | .500 | 0.0 | 0.0 |      | 2.0 | 3.0 | .674 | 2.2   | 3.2    | 5.4 | 0.7  | 1.1 | 0.6 | 1.1 | 3.4 | 7.9 |
| 1998-99   | 25   | Boston Celtics        | NBA  | 14  | 1   | 18.4 | 2.0 | 4.1 | .491 | 0.0 | 0.0 |      | 1.4 | 2.1 | .655 | 2.4   | 2.1    | 4.5 | 0.7  | 0.9 | 0.6 | 1.6 | 3.6 | 5.4 |
| 1998-99   | 25   | Cleveland Cavaliers   | NBA  | 33  | 31  | 25.6 | 3.3 | 6.6 | .502 | 0.0 | 0.0 |      | 2.3 | 3.4 | .679 | 2.2   | 3.7    | 5.8 | 0.6  | 1.1 | 0.6 | 1.0 | 3.3 | 9.0 |
| 1999-2000 | 26   | Cleveland Cavaliers   | NBA  | 82  | 31  | 22.3 | 2.7 | 5.4 | .508 | 0.0 | 0.0 |      | 1.1 | 2.0 | .588 | 1.9   | 3.5    | 5.4 | 0.7  | 0.8 | 0.8 | 1.3 | 3.4 | 6.6 |
| 2000-01   | 27   | Orlando Magic         | NBA  | 67  | 51  | 13.5 | 1.6 | 2.9 | .554 | 0.0 | 0.0 |      | 0.7 | 1.2 | .573 | 1.4   | 2.2    | 3.5 | 0.5  | 0.6 | 0.5 | 0.8 | 3.0 | 3.9 |
| 2001-02   | 28   | Orlando Magic         | NBA  | 61  | 14  | 10.4 | 1.1 | 2.4 | .450 | 0.0 | 0.0 |      | 0.5 | 0.8 | .560 | 1.2   | 1.5    | 2.7 | 0.4  | 0.4 | 0.4 | 0.6 | 2.1 | 2.7 |
| 2002-03   | 29   | Orlando Magic         | NBA  | 77  | 22  | 17.2 | 1.9 | 3.6 | .534 | 0.0 | 0.0 |      | 0.9 | 1.4 | .644 | 1.8   | 2.6    | 4.4 | 0.7  | 0.5 | 0.5 | 1.1 | 3.4 | 4.7 |
| 2003-04   | 30   | Orlando Magic         | NBA  | 71  | 53  | 17.1 | 1.3 | 2.7 | .477 | 0.0 | 0.0 |      | 0.6 | 0.8 | .815 | 1.8   | 2.6    | 4.5 | 0.6  | 0.7 | 0.5 | 0.8 | 3.1 | 3.2 |
| 2004-05   | 31   | Orlando Magic         | NBA  | 8   | 0   | 6.1  | 0.5 | 1.1 | .444 | 0.0 | 0.0 |      | 0.1 | 0.4 | .333 | 0.9   | 0.4    | 1.3 | 0.0  | 0.3 | 0.0 | 0.1 | 1.8 | 1.1 |
| Total     |      |                       | NBA  | 587 | 254 | 16.8 | 1.9 | 3.8 | .507 | 0.0 | 0.0 | .000 | 1.0 | 1.6 | .621 | 1.7   | 2.5    | 4.2 | 0.6  | 0.7 | 0.5 | 0.9 | 3.0 | 4.8 |

### Playoffs
| Temporada | Edad | Equipo        | Liga | P  | MIN | TCA | TC | 3PA | 3P | TLA | TL | R.OF. | REB | ASIS | ROB | TAP | PER | FP | PTS | %TC  | %3P | %FT  | MIN  | PTS | REB | AST |
| 2000-01   | 27   | Orlando Magic | NBA  | 4  | 54  | 8   | 14 | 0   | 0  | 4   | 8  | 7     | 16  | 1    | 2   | 2   | 2   | 17 | 20  | .571 |     | .500 | 13.5 | 5.0 | 4.0 | 0.3 |
| 2001-02   | 28   | Orlando Magic | NBA  | 2  | 9   | 0   | 0  | 0   | 0  | 0   | 2  | 0     | 0   | 0    | 0   | 0   | 1   | 3  | 0   |      |     | .000 | 4.5  | 0.0 | 0.0 | 0.0 |
| 2002-03   | 29   | Orlando Magic | NBA  | 7  | 104 | 12  | 20 | 0   | 0  | 4   | 5  | 8     | 23  | 2    | 2   | 5   | 9   | 25 | 28  | .600 |     | .800 | 14.9 | 4.0 | 3.3 | 0.3 |
| Total     |      |               | NBA  | 13 | 167 | 20  | 34 | 0   | 0  | 8   | 15 | 15    | 39  | 3    | 4   | 7   | 12  | 45 | 48  | .588 |     | .533 | 12.8 | 3.7 | 3.0 | 0.2 |